# Clodi Bitínic
Clodi Bitínic (llatí: Clodius Bithynicus) va ser un militar romà que va participar en la Guerra de Perusa del costat d'Antoni. Capturat per l'enemic, va ser executat per orde d'Octavià l'any 40 aC.
Münzer pensa que podria ser el mateix personatge que el tribú de la plebs Luci Clodi, mentre que segons Smith és el mateix personatge que Publi Clodi, el quadrumvir monetal del 42 aC.